# Dienestrol
Dienestrol (INN, USAN) (tên thương hiệu Ortho Dienestrol, Dienoestrol, Dienoestrol Ortho, Sexadien, Denestrolin, Dienol, Dinovex, Follormon, Oestrodiene, Synestrol, vô số những người khác), còn được gọi là dienoestrol (BAN), là một tổng hợp estrogen không steroid của nhóm stilbestrol được hoặc được sử dụng để điều trị các triệu chứng mãn kinh ở Hoa Kỳ và Châu Âu. Nó đã được nghiên cứu để sử dụng bởi đường trực tràng trong điều trị ung thư tuyến tiền liệt ở nam giới là tốt. Thuốc được giới thiệu ở Mỹ vào năm 1947 bởi Schering là Synestrol và ở Pháp vào năm 1948 với tên Cycladiene. Dienestrol là một chất tương tự gần gũi của diethylstilbestrol. Nó có xấp xỉ 223% và 404% ái lực của estradiol tại ERα và ERβ, tương ứng.
Diestet diaxetat (tên thương hiệu Faragynol, Gynocyrol, những người khác) cũng tồn tại và đã được sử dụng trong y tế.